# エアマルチプライアー

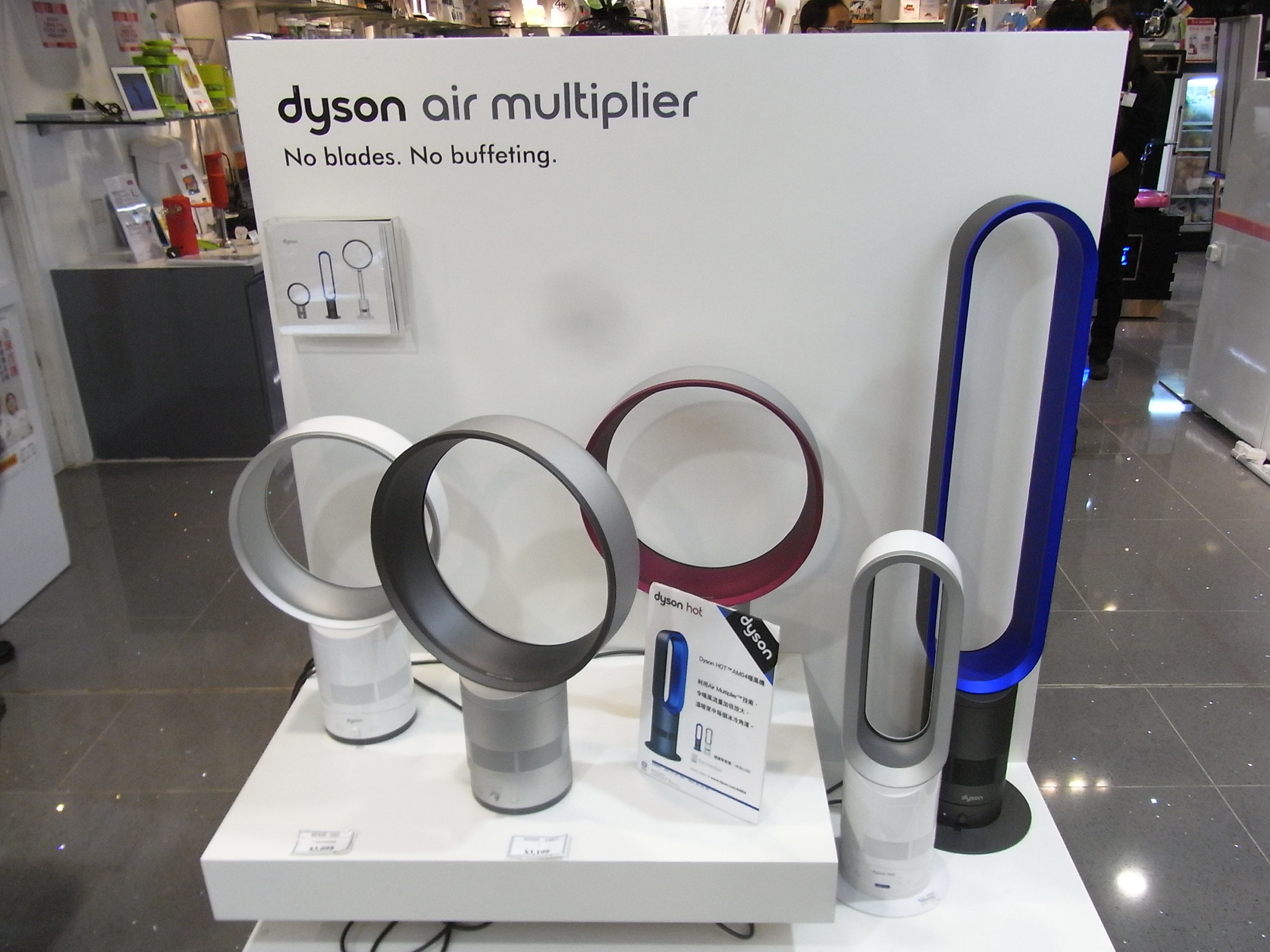
ダイソン・エアマルチプライヤー

ダイソン・エアマルチプライアー（英: Dyson Air Multiplier）は、2009年にイギリスのダイソン社により発表された、利用者が見えるところに羽根が無い扇風機の商品名、およびそのテクノロジーの名称。正式な製品名は「ダイソン AM01 エアマルチプライアー」、日本で登録されている商標は「AIR MULTIPLIER」（登録番号第5357533号）他。2010年、グッドデザイン大賞に選ばれた。

## 構造
外見は「扇風機の外枠だけ」のようなリング状をしており、モーターはベース側に内蔵されている。内蔵された非対称形のインペラによりベース部分から吸い込まれた空気が、リング部分に空いた約1.3mmのスリットから高速で吹き出す。16度の翼型傾斜の上を通った風は円形の気流を生み出しコアンダ効果によって周囲の空気を巻き込むことで、吸気された量の15から18倍の風量を作り出す。これらの技術によって、従来の羽根を用いる扇風機に比べて「ムラのないスムーズな風」を送ることができる、とダイソンは説明している。
通常の扇風機と同じく、首振りや上下の角度変更もできるようになっている。
2020年現在、空気清浄機能や暖房機能をもつ派生機種に発展しエアマルチプライヤー自体は絶版となっている。派生機種含め床置きタイプのみで壁掛けタイプや天井設置タイプ、卓上タイプは存在しない。

## 特許に関して
ダイソンはこのエアマルチプライアーの特許をイギリス特許庁に出願したが、特許庁は1981年に日本の東京芝浦電気（現在の東芝）から似たようなデザインの物が出願されているとして申請を却下した。イギリスでは特許の延長期間が最長20年であり、現在東芝の権利を侵害している状態にあるわけではないが、特許の取得に際しては「新規性」（過去の取得され期限を迎えた特許アイデアを再度登録申請することはできない）の観点で争いになっており、ダイソン側は「デザインは似ているが技術は違う」として再度特許取得を目指している。

## 現行の製品
- AM01 25cm ホワイト/シルバー
- AM01 25cm アイアン/サテンブルー
- AM01 30cm ホワイト/シルバー
- AM01 30cm アイアン/サテンブルー
- AM01 30cm アイアン/マゼンタ（オンラインストア限定）
- AM01 30cm シルバー/アイアン（オンラインストア限定）
- AM02 タワーファン  アイアン/サテンブルー
- AM02 タワーファン  ホワイト/シルバー
- AM02 タワーファン  シルバー/シルバー（オンラインストア限定）
- AM03 フロアーファン  ホワイト/シルバー